# Ханс Мозер (глумац)
Ханс Мозер (Беч, 6. август 1880 – Беч, 19. јун 1964) био је аустријски глумац који је током своје дуге каријере, од 1920-их до смрти, углавном играо у комедијама. Посебно је био повезан са жанром Бечког филма. Мозер се појавио у преко 150 филмова.

## Биографија
Рођен као Јохан Јулиер у Бечу, Мозер је врло често приказивао човека са улице, типично подређеног – слугу, конобара, портира, трговца, кочијаша, ситног бирократу, итд. Такође је увек играо поштене, моралне и добронамерне људе који, неспособни да се држе хладнокрвности, јасно размишљају у кључним ситуацијама, па тако доводе себе и све око себе у невоље. У Мозеровим комедијама, Паул Хербигер, Тео Линген, Оскар Сима и Ани Росар били су неки од његових блиских партнера. Међутим, Мозер је био и озбиљан глумац, посебно на позоришној сцени, а пред крај живота и на телевизији и у многим музичким филмовима.
Током нацистичког режима, Мозер је одбио да се разведе од своје јеврејске жене Бланке Хиршлер.
Ханс Мозер је умро у Бечу 1964. године у 83. години. О његовој континуираној популарности сведочи чињеница да се његов стил говора још увек пародира, често од стране веома младих забављача.

## Изабрана филмографија
- The Tales of Hoffmann (1923)
- The City Without Jews (1924)
- Red Heels (1925)
- Grandstand for General Staff (1926)
- Madame Dares an Escapade (1927)
- The Family without Morals (1927)
- Darling of the Gods (1930)
- Money on the Street (1930)
- Marriage with Limited Liability (1931)
- No Money Needed (1932)
- Madame Wants No Children (1933)
- Gently My Songs Entreat (1933)
- The Young Baron Neuhaus (1934)
- Spring Parade (1934)
- Polish Blood (1934)
- The Secret of Cavelli (1934)
- Frasquita (1934)
- Suburban Cabaret (1935)
- Winter Night's Dream (1935)
- The World's in Love (1935)
- Heaven on Earth (1935)
- Circus Saran (1935)
- Last Stop (1935)
- A Hoax (1936)
- нем [] (1936)
- Hannerl and Her Lovers (1936)
- Ungeküsst soll man nicht schlafen gehn (1936)
- Fräulein Veronika (1936)
- Court Theatre (1936)
- нем [] (1937)
- Mother Song (1937)
- My Son the Minister (1937)
- The Scoundrel (1939)
- Anton the Last (1939)
- Opera Ball (1939)
- The Unfaithful Eckehart (1940)
- My Daughter Lives in Vienna (1940)
- Vienna Tales (1940)
- Roses in Tyrol (1940)
- Love is Duty Free (1941)
- Vienna Blood (1942)
- Black on White (1943)
- Abenteuer im Grand Hotel (1943)
- Mask in Blue (1943)
- Schrammeln (1944)
- Viennese Girls (1945)
- Renee XIV (1946)
- Der Hofrat Geiger (1947)
- The Singing House (1948)
- нем [] (1950)
- Kissing Is No Sin (1950)
- Theodore the Goalkeeper (1950)
- Hallo Dienstmann (1952)
- Shame on You, Brigitte! (1952)
- Rose of the Mountain (1952)
- Dutch Girl (1953)
- To Be Without Worries (1953)
- The Uncle from America (1953)
- The Three from the Filling Station (1955)
- The Congress Dances (1955)
- Yes, Yes, Love in Tyrol (1955)
- As Long as the Roses Bloom (1956}
- Opera Ball (1956)
- My Aunt, Your Aunt (1956)
- Emperor's Ball (1956)
- The Twins from Zillertal (1957)
- Hello Taxi (1958)
- Geschichten aus dem Wienerwald ( 1961])
- Mariandl (1961)
- Die Fledermaus (1962)
- Leutnant Gustl (1963, TV film)